# Särchen (Großdubrau)
Särchen, obersorbisch Zdźarⓘ, ist ein Ortsteil der Gemeinde Großdubrau im Landkreis Bautzen in Sachsen. Der Ort gehört zum anerkannten sorbischen Siedlungsgebiet.

## Geografie
Särchen liegt in der Oberlausitz im Biosphärenreservat Oberlausitzer Heide- und Teichlandschaft. Umliegende Ortschaften sind Göbeln im Norden, Spreewiese im Osten, Klix im Süden, Sdier im Südwesten sowie Commerau und Kauppa im Nordwesten.
Durch Särchen verläuft die sächsische Staatsstraße 101 von Königswartha nach Malschwitz. Die Bundesstraße 156 von Bautzen nach Weißwasser verläuft knapp einen Kilometer westlich des Ortes. Durch den Ort fließt das Särchener Wasser.

## Geschichte
Särchen wurde erstmals im Jahr 1419 als Serchin prope Clux urkundlich erwähnt. In der Folgezeit änderte sich der Ortsname von Serichin (1454) über Sor (1488) und Serchin (1519) zu Särchen im Jahr 1759. Der Ortsname leitet sich – wie auch etwa bei Groß Särchen oder Sora – vom altsorbischen *Žďar für eine durch Brandrodung entstandene Siedlungsfläche ab.
Der Ort stand ab spätestes 1777 unter der Grundherrschaft des Rittergut Leichnam. Seit dem 17. Jahrhundert gehört Särchen zur Kirchengemeinde Klix.
Bis zum 1. April 1936 war Särchen eine eigenständige Landgemeinde, dann wurde der Ort nach Klix eingemeindet. Am 25. Juli 1952 wurde Särchen dem damals neu gebildeten Kreis Bautzen zugeordnet. Nach der Wende wurde Särchen als Teil der Gemeinde Klix nach Großdubrau eingemeindet. Zur Kreisreform am 1. August 1994 wurde Großdubrau dem alten Landkreis Bautzen zugeordnet wurde. Seit der Kreisreform in Sachsen vom 1. August 2008 gehört Särchen zum Landkreis Bautzen.

## Bevölkerung und Sprache
Für das Jahr 1777 waren in Särchen zehn besessene Mann und acht Häusler verzeichnet. 1834 hatte der Ort 124 Einwohner. Bis 1871 stieg die Einwohnerzahl auf 149 Einwohner an und blieb bis 1890 konstant. Bis 1910 fiel die Einwohnerzahl auf 139 herab. Im Jahr 1925 hatte Särchen 142 Einwohner, davon waren 141 evangelisch-lutherischer Konfession und nur einer war Katholik.
Für seine Statistik über die sorbische Bevölkerung in der Oberlausitz ermittelte Arnošt Muka für das Jahr 1884 eine Bevölkerungszahl von 162 Einwohnern; davon waren 160 Sorben (99 %) und nur zwei Deutsche.